# Francesco Prosperi
Pour les articles homonymes, voir Prosperi.
Cet article concerne le réalisateur qui a travaillé avec Mario Bava. Pour le réalisateur de Cette chienne de vie, voir Franco Prosperi.
Francesco Prosperi (souvent appelé Franco), né le 2 septembre 1926 à Rome et mort le 17 octobre 2004, est un réalisateur et un scénariste italien. Il a utilisé aussi le pseudonyme Frank Shannon.

## Biographie
Francesco Prosperi fait ses premiers pas dans le monde du cinéma comme assistant à la réalisation, spécialement auprès de Mario Bava. Après quelques années (en 1965) il signe lui-même avec Franco Nero Technique d'un meurtre (Tecnica di un omicidio), et en réalise ensuite beaucoup d'autres. Il utilise alors assez régulièrement le pseudonyme Frank Shannon, usage alors assez commun chez les réalisateurs et les acteurs italiens.
Ses dernières collaborations dans le monde du cinéma furent en 1986, le scénario du western réalisé par Bruno Mattei et Claudio Fragasso Bianco Apache, ainsi que celui du peu connu Computron 22, de Giuliano Carnimeo, en 1988.

## Filmographie partielle

### Comme scénariste
- 1950 : Né de père inconnu de Maurice Cloche, adaptation
- 1961 : Hercule contre les vampires (Ercole al centro della terra) de Mario Bava
- 1963 : La Fille qui en savait trop (La ragazza che sapeva troppo) de Mario Bava
- 1965 : Technique d'un meurtre (Tecnica di un omicidio) de Francesco Prosperi
- 1965 : Idoli controluce d'Enzo Battaglia
- 1966 : Gringo, jette ton fusil (El aventurero de Guaynas) de Joaquín Luis Romero Marchent
- 1985 : L'Esclave blonde (Schiave bianche: violenza in Amazzonia) de Mario Gariazzo
- 1987 : Bianco Apache de Claudio Fragasso et Bruno Mattei
- 1988 : Maman sur ordinateur (Computron 22), de Giuliano Carnimeo
- 1988 : L'Enfer vert (Natura contro) d'Antonio Climati

### Comme assistant réalisateur
- 1961 : L'Esclave de Rome (La schiava di Roma) de Sergio Grieco
- 1961 : Hercule contre les vampires (Ercole al centro della terra) de Mario Bava

### Comme réalisateur
- 1965 : Technique d'un meurtre (Tecnica di un omicidio)
- 1967 : Dick Smart 2.007 (it)
- 1968 : Requiem pour une canaille (Qualcuno ha tradito)
- 1970 : Deux trouillards en vadrouille (Io non scappo... fuggo)
- 1970 : Le Devoir conjugal (Il debito coniugale)
- 1971 : Le Coriace (Un uomo dalla pelle dura)
- 1973 : Les Aventures incroyables d'Italiens en Russie (Una matta, matta, matta corsa in Russia), coréalisé avec Eldar Ryazanov
- 1973 : L'Autre Face du parrain (L'altra faccia del padrino)
- 1973 : Amore mio, uccidimi! (it)
- 1976 : Pronto ad uccidere
- 1978 : La Dernière Maison sur la plage (La settima donna)
- 1978 : Un flic de charme (Il commissario Verrazzano)
- 1980 : Une fille pour les cannibales ou Les Cannibales (La dea cannibale ou Mondo cannibale III) avec Jesús Franco
- 1981 : Vigili e vigilesse (it)
- 1982 : Gunan il guerriero, sous le pseudonyme Frank Shannon
- 1983 : L'Épée de feu (Il trono di fuoco)

### Source
- (it) Cet article est partiellement ou en totalité issu de l’article de Wikipédia en italien intitulé « Francesco Prosperi » (voir la liste des auteurs).